# Salone dell'automobile di New York
Il Salone dell'automobile di New York (in inglese New York International Auto Show) è un salone dell'automobile che si svolge ogni anno tra la fine di marzo e l'inizio di aprile nella città statunitense.
È organizzato generalmente al Jacob Javits Convention Center. Spesso apre nella settimana prima di Pasqua e chiude alla prima domenica dopo questa festività religiosa. Il salone è stato organizzato la prima volta nel 1900. Dal 1956 al 1987 è stato allestito al New York Coliseum.